# Camarón de la Isla
Camarón de la Isla, (San Fernando, 1950. december 5. – Barcelona, 1992. július 2.) spanyol flamenco énekes. Camarón de la Islát minden idők egyik legnagyobb flamencoénekesének tartják. Paco de Lucíával és Tomatitoval folytatott együttműködése közismert. Ők hárman nagy jelentőséggel bírtak a flamenco reneszánszában a 20. század második felében.

## Pályafutása

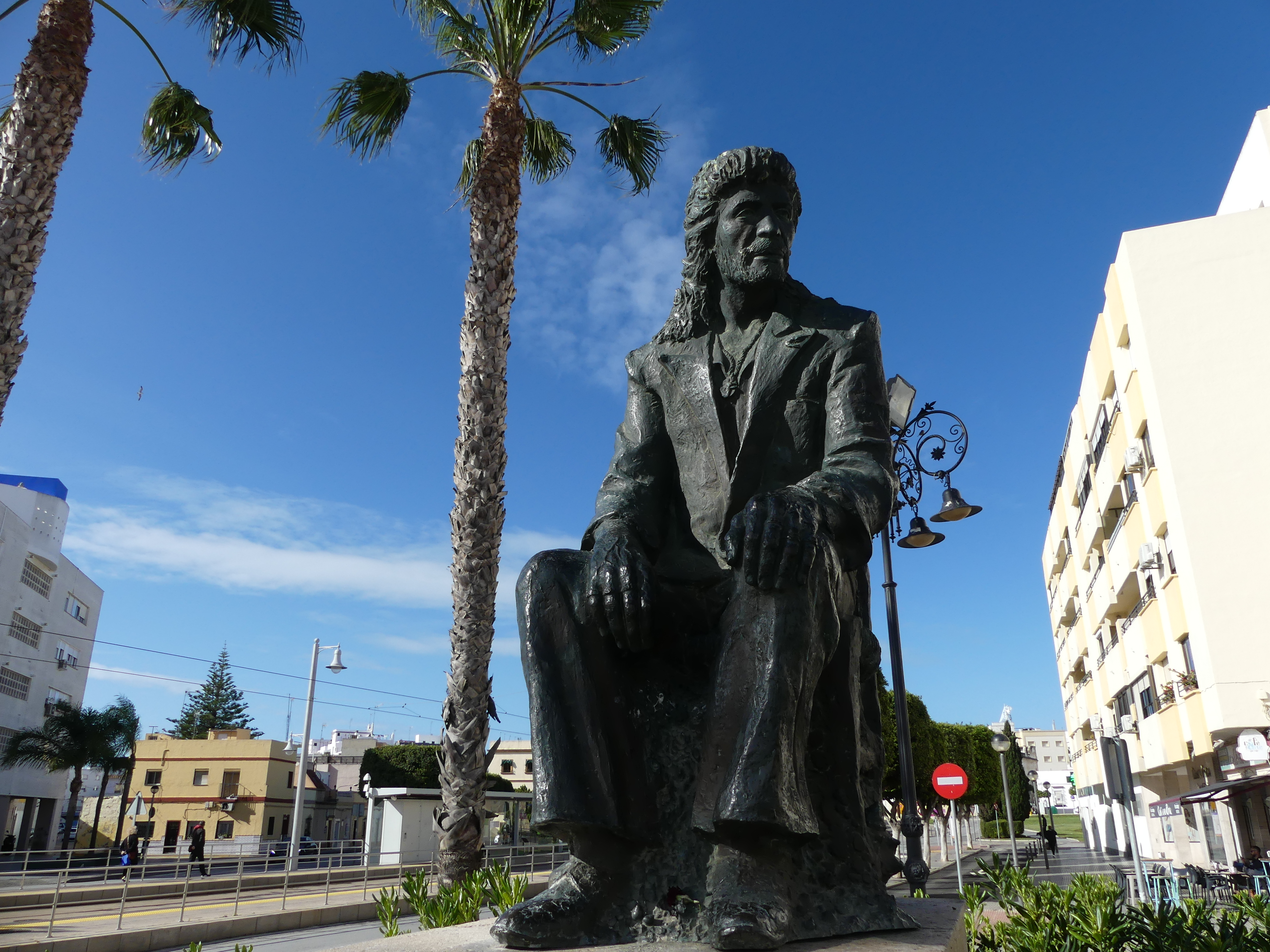
San Fernando, Andalúzia, Spanyolország

Camarón de la Isla apja kovács és énekes volt San Fernandóban, Andalúziában, anyja pedig kosárfonó vándorcigány. Az egyik nagybátyja becézte Camarónnak („garnéla”), mert törékeny testalkatával, fehér bőrével és vörös hajával szerinte olyan volt, mint egy garnéla.
Camarón nyolcévesen Rancapinoval kocsmákban és buszmegállókban kezdett énekelni. Tizennégyévesen Antonio Gadesszel szerepelt az „El Amor Brujo” című filmben. Két évvel később első díjat nyert a „Cante jondo” fesztiválon Mairena del Alcorban. Ezt követően Madridba ment Miguel de los Reyes-szel. és 1968-ban a Torres Bermejas Tablao énekese lett, ahol tizenkét évig maradt. Itt ismerkedett meg Paco de Lucía-val, akivel 1969 és 1977 között kilenc albumot rögzített. Ebben az időszakban sokat turnéztak együtt. Amikor Paco de Lucíát jobban már érdekelte szólókarrierje, az egyik tanítványa, Tomatito volt az, aki El Camarónt kísérte.
23 évesen Camarón feleségül vette Dolores Montoyát, akit La Chispának („szikrának”) becézett. Chispa akkor még csak 16 éves volt. A párnak nem sokkal később két gyermeke született, később pedig még kettő.
Az archaikus flamencót és a saját újitásait keverő El Camarón mélyen rányomta a bélyegét a flamenco világára olyan lemezeivel, mint például a „Potro de Rabia y miel” vagy a „La leyenda del tiempo”. Az utóbbinak köszönhetően Camarónt minden idők legnépszerűbb és legbefolyásosabb flamencoénekesének tartják. Bár munkásságát néhány tradicionalista kritizálja (például az elsők között volt, aki elektromos basszusgitárt használt), − Paco de Lucíával együtt – a flamenco történetének egy olyan szakaszát képviseli, amely az új flamenco kibontakozását támogatta, és egy egész generációt inspirált, olyan olyan énekeseket, mint Diego el Cigala vagy Duquende.
Az erős dohányzás és a kábítószerrel való visszaélés miatt egészsége megromlott. 1992-ben Camarón de la Isla tüdőrákban halt meg Badalonában. Kívánsánának megfelelően katolikus szertartással temették el San Fernando temetőjében. Mintegy 100 000 ember vett részt a temetésén. 1993-ban a spanyol Oktatási, Kulturális és Sportminisztériumtól megkapta a művészeti érdemek aranyérmét, 2006 novemberében a Spanyol Posta emlékbélyeget szentelt neki.

## Albumok

### Paco de Lucía
- Al Verte las Flores Lloran (1969)
- Cada Vez que Nos Miramos (1970)
- Son Tus Ojos Dos Estrellas (1971)
- Canastera (1972)
- Caminito de Totana (1973)
- Soy Caminante (1974)
- Arte y Majestad (1975)
- Rosa María (1976)
- Castillo de Arena (1977)
- Camaron en la Venta de Vargas (2004)

### Paco de Lucía és Tomatito
- Como el Agua (1981)
- Calle Real (1983)
- Viviré (1984)
- potro de Rabia y Miel (1992)

### Tomatito
- Te lo Dice Camarón (1986)
- Flamenco Vivo (1987)
- Soy Gitano (1991)
- Camarón Nuestro (1994)
- Paris 1987 (1999)

### Másokkal
- La Leyenda del Tiempo (szóló album; 1979)
- Como El Agua (1981)
- Soy Gitano (Royal Philharmonic Orchestra; 1989)
- Camarón: Reencuentro (2008)

## Filmek
- 2003: Konzertrészlet − Camarón de la Isla – Párizs
- 2005: Camarón, R.: Jaime Chávarri (játékfilm)
- 2006: La Leyenda del Tiempo, R.: Isaki Lacuesta (játékfilm)

## Elismerések
- 2000 december 5-én a Junta de Andalucía Kulturális Minisztérium posztumusz Camarónnak ítélte oda a „Llave de Oro del Cante”-t, (a flamenco aranykulcsát).
- 2005-ben Jaime Chávarri filmrendező elkészítette a Camarón című életrajzi filmet. A Camarón özvegyével egyeztetve készült filmet Goya-díjra jelölték.
- 2018-ban jelent meg a Camarón: Flamenco y Revolución (Camarón: The Film) című dokumentumfilm Alexis Morante spanyol rendezőtől.
- 2021-ben Camarónnak szentelt múzeumot nyitottak San Fernandóban.

## Fordítás
Ez a szócikk részben vagy egészben  a   Camarón de la Isla című francia Wikipédia-szócikk ezen változatának fordításán alapul.  Az eredeti cikk szerkesztőit annak laptörténete sorolja fel. Ez a jelzés csupán a megfogalmazás eredetét és a szerzői jogokat jelzi, nem szolgál a cikkben szereplő információk forrásmegjelöléseként.